# Chilton (hrabstwo Calumet)
Chilton – miasto w Stanach Zjednoczonych, w stanie Wisconsin, w hrabstwie Calumet.